# ジェホロデンス
ジェホロデンス（学名：Jeholodens）は、前期白亜紀の中国東北部に生息していた、絶滅した哺乳類の属。2011年時点では真三錐歯目で最も小型の属であり、また最も完全な骨格が知られている。体長は7 - 8センチメートルで、肩帯の構造は派生的な真獣類のものに類似する。

## 発見と命名
ジェホロデンスのホロタイプ標本 GMV 2139 は、部分的な頭骨と、左右の揃った全てのポストクラニアル（頭骨より後方）の骨格からなる、ほぼ完全な骨格である。この標本は中華人民共和国遼寧省の朝陽市から東に約32キロメートル地点に位置する発掘現場（東経120度47分36秒、北緯41度30分12秒）で発見された。産出層準は義県累層で、火山砕屑物による単層を挟んだ湖沼性の頁岩から産出している。
属名は "Jehol" + "odens" で「熱河の歯」を意味し、1999年現在の遼寧省西部にかつて位置していた熱河省に由来する。種小名の jenkinsi は哺乳類の頭部より後方の骨格の研究の先駆者であったF・A・ジェンキンスへの献名である。

## 特徴

### 頭骨
ジェホロデンスは三錐歯目に属するが、スプーン型の切歯を持つという点で特異的である。臼歯間連結機構が存在しない点、上顎臼歯の唇側の歯帯が小さい点、下顎の歯の後方の谷が存在しない点は、当時三錐歯目に分類されていたモルガヌコドン類と異なる。また、臼歯の突起の噛み合わせもアンフィレステス科・ゴビコノドン科・トリコノドン科と異なる。三錐歯目としての特徴的な形質である主要三咬頭はその相対的高さがトリコノドン科のものと一致せず、より基盤的な形質を示す。さらに下顎の臼歯に連続的な突起が存在しない点は大半の三錐歯目と異なり、さらに主要三咬頭よりも低い位置に棚状の構造を持つ点でアルティコノドンやイクチオコノドンとも異なっており、この特徴からジェホロデンスのホロタイプは完全な成体のものではないと考えられている。また、咬頭のパターンの他に、臼歯の噛み合わせが横方向に狭いことから、昆虫を獲物にしていたことが示唆されている。

### 四肢

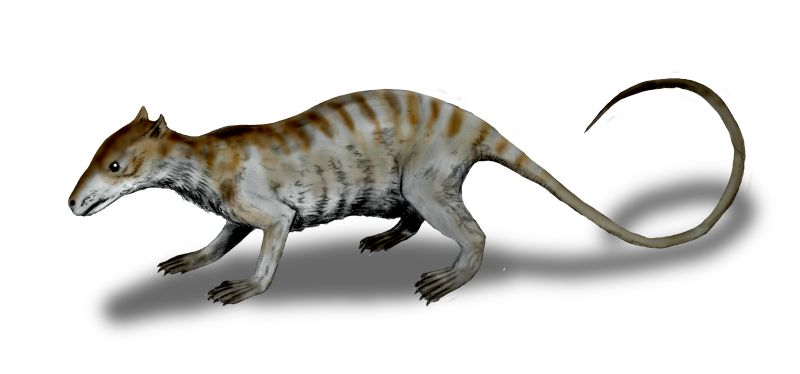
生体復元想像図

ジェホロデンスの肩甲骨は派生的な特徴を示す。肩峰は杭状で、棘は現生のオポッサムのもののように低く隆起しており、棘上窩は完全に発達している。背側には単孔類で見られる大円筋の付着部に似た三角形の部位が突出している。湾曲した鎖骨は広い関節を持つ単孔類のものと違って先細っており、肩峰とほぼ接触しないことから、ジェホロデンスは肩甲骨と鎖骨の可動域が単孔類よりも広かったことが示唆される。これは多丘歯目や真獣類と共通する派生的な特徴である。さらに、上腕骨の遠位端には前面部に橈骨と尺骨の接合部、後腹部には初期の尺骨転子が存在し、外上顆と内上顆は縮小している。これは上腕骨に尺骨転子を持たない単孔類・多丘歯目・モルガヌコドン類・キノドン類と異なる。
しかし、対照的に、腰帯・後肢・足はモルガヌコドン目やキノドン類やトリティロドン類と共通する基盤的な特徴を残している。特に踵骨の前方と側方に棚状の構造が存在する点や、非常に結節が短い点、腓骨や脛骨との関節面が広い点はモルガヌコドン類や非哺乳類型キノドン類と共通する。距骨と踵骨が並んで接している点もこの2群と共通する。また記載論文では、趾骨の構造から蹠行性の動物であったと推測され、凹凸のある地面を登ることは出来たものの、樹上ではなく専ら地上で生活を送っていたと判断された。
一方、2015年に Meng Chen と Gregory Wilson はジェホロデンスが樹上生活者であったと発表した。その根拠は肩甲骨と鎖骨の可動域が広いことと、クライミングに大きく寄与する大円筋の付着部が発達していること、そして上腕骨・尺骨・大腿骨の結節や突起がやや縮小していることである。肘頭突起や大転子などの縮小は樹上での運動に関連するものである。さらにジェホロデンスの手がその体サイズに対して大きく、樹上生活を行う現生の小型哺乳類と比較しても遜色ないことから、彼らはジェホロデンスの手の把握力が高く樹上生活に適していたと推察した。

## 分類
冨田によるとジェホロデンスの科は2011年時点で未定である。系統的にはモルガヌコドン目よりも派生的で、ゴビコノドン科やアンフィレステス科よりもトリコノドン類に近い真三錐歯類に置かれた。なお、肩帯に見られる派生的な形質は獣亜綱の哺乳類とは独立に獲得されたもの（収斂進化）、あるいは獣亜綱の哺乳類との共通祖先から受け継がれた古い形質であると考えられている。前者の見解では中生代の哺乳類において肩帯に関して2回以上の可動域拡大が起き、後者の見解では単孔類が非哺乳類型キノドン類のような可動域の低い関節へ先祖返りした、ということが示唆される。

## 古環境
義県累層の層序対比は曖昧であるが、最上部ジュラ系から下部白亜系とされる。この地層から産出する生物には、シノサウロプテリクスやプロターケオプテリクスおよびカウディプテリクス（非鳥類型獣脚類）、コンフキウソルニスやリャオニンゴルニス（鳥類）、エオシプテルス（翼竜）、ツァンヘオテリウム（哺乳類）がいる。2005年にはより大型のレペノマムスと呼ばれる哺乳類が報告されているほか、それに近縁なゴビコノドンも過去に産出している。